# Clubiona citricolor
Clubiona citricolor là một loài nhện trong họ Clubionidae.
Loài này thuộc chi Clubiona. Clubiona citricolor được George Newbold Lawrence miêu tả năm 1952.